# Goran Janus
Goran Janus (* 27. März 1970 in Ljubljana) ist ein ehemaliger slowenischer Skispringer und heutiger Skisprungtrainer.

## Werdegang
Janus gab sein internationales Debüt bei der Junioren-Weltmeisterschaft 1989 in Vang, wo er mit dem jugoslawischen Team im Teamspringen von der Normalschanze die Silbermedaille gewann. Am 16. Dezember 1989 gab er in Sapporo sein Debüt im Skisprung-Weltcup. Ein Jahr später konnte er auf der gleichen Schanze mit dem 15. Platz seinen ersten Weltcup-Punkt gewinnen. Auch im zweiten Springen einen Tag später gelang ihm diese Platzierung. Bei der Nordischen Skiweltmeisterschaft 1991 im Val di Fiemme erreichte er von der Normalschanze den 46. und von der Großschanze den 22. Platz. Am 24. Februar 1991 gelang ihm mit dem achten Platz beim Skifliegen am Kulm die beste Einzelplatzierung im Weltcup. Die Saison 1990/91 beendete er auf dem 42. Platz in der Weltcup-Gesamtwertung. In der Skiflug-Wertung lag er auf dem 20. Platz. In der folgenden Saison konnte Janus keinerlei vordere Platzierungen mehr erzielen und begann daraufhin parallel im Skisprung-Continental-Cup anzutreten.
Bis 1999 startete Janus noch im Skisprung-Continental-Cup, bevor er nach zuletzt nur erfolglosen hinteren Platzierungen seine aktive Skisprungkarriere beendete.
Nach seiner aktiven Skisprungkarriere absolvierte Janus die Trainerausbildung. Von 2003 bis 2011 war er Co-Trainer der slowenischen Nationalmannschaft. Als Matjaž Zupan 2011 nach Frankreich wechselte, wurde er zum Cheftrainer befördert.
In der Saison 2011/12 konnte Robert Kranjec zwei Wettbewerbe für sich entscheiden, hinzu kam ein Mannschaftserfolg in Oberstdorf. Bei der Skiflug-Weltmeisterschaft 2012 waren die Slowenen mit Kranjec' Goldmedaille und der Bronzetrophäe im Teamfliegen die erfolgreichste Nation. Im Rahmen der darauf folgenden Weltmeisterschaften und Olympischen Spielen gewann Peter Prevc jeweils eine Silber- und eine Bronzemedaille. Der Kranjer erwies sich in den nächsten Jahren als Erfolgsgarant in der slowenischen Mannschaft, u. a. mit dem Gewinn der Vierschanzentournee, der Skiflug-WM und des Gesamtweltcups in der Saison 2015/16. Auch andere Athleten wie Jurij Tepeš und Jaka Hvala konnten sich unter Janus’ Betreuung in die Siegerliste eintragen, außerdem gewann Jernej Damjan 2014 den Sommer Grand Prix. Unter Janus feierten auch diverse junge Nachwuchsspringer wie Cene und Domen Prevc, Anže Semenič und Timi Zajc ihr Weltcupdebüt. Der letzte große Höhepunkt seiner Dienstzeit war die Siegesserie von Domen Prevc zu Beginn der Saison 2016/17. Insgesamt gelangen den von Janus trainierten Athleten 45 Weltcupsiege in Einzel- und Mannschaftswettbewerben.
Nach einer enttäuschenden Olympiasaison 2017/18 beendete der slowenische Skiverband vorzeitig die Zusammenarbeit mit Janus, der eigentlich noch einen Vertrag bis 2020 hatte, und beförderte stattdessen den bisherigen Nachwuchstrainer Gorazd Bertoncelj zum slowenischen Cheftrainer. Anschließend wurde er Cheftrainer der slowenischen Nationalmannschaft in der Nordischen Kombination. Momentan ist Janus für den B-Kader der slowenischen Skisprungnationalmannschaft der Herren verantwortlich.